# 費爾維尤 (新澤西州蒙茅斯縣)
費爾維尤（英語：Fairview）是位於美國新澤西州蒙茅斯縣的普查規定居民點。

## 人口
根據2020年美國人口普查的數據，費爾維尤的面積為3.337平方千米，當中陸地面積為3.314平方千米，而水域面積為0.023平方千米。當地共有人口3731人，而人口密度為每平方千米1,118.07人。